# Кугиклы
Куги́клы (куви́клы, куви́чки, цевни́ца, дудки, тростянки, укр. куви́ця, кувичка, свиріль) — русская и украинская многоствольная флейта. Трубки кугикл не скрепляют между собой. Изготавливаются из стеблей тростника (курские кугиклы), зонтичных растений или коры бузины (брянские и калужские кугиклы).

## Общее описание

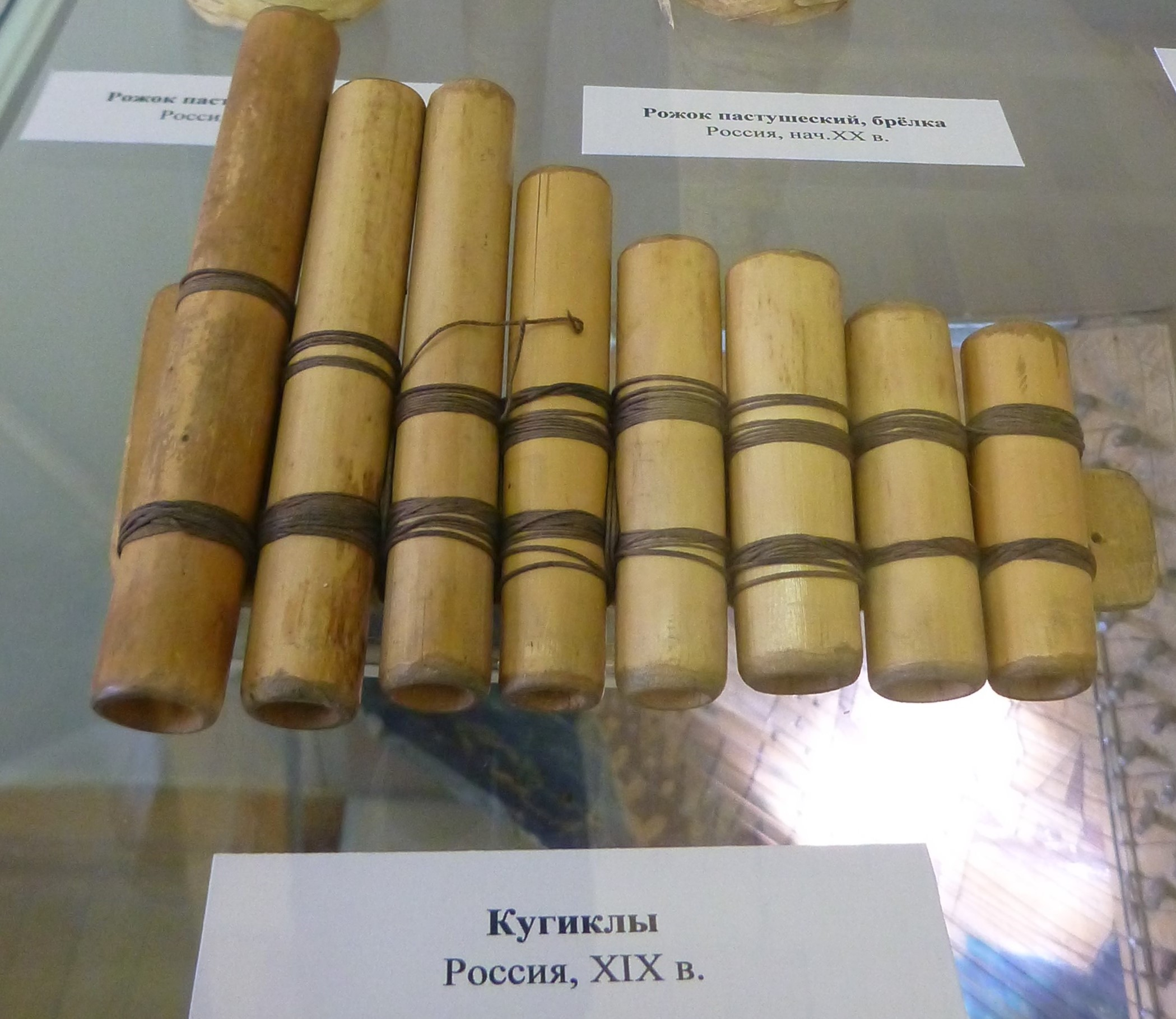
Кугиклы из собрания дома-музея Чайковского в Алапаевске

Область распространения кугикл на Руси хотя и не велика, однако занимает очень характерное положение, охватывая один из наиболее древних районов восточно-славянского заселения, расположенный в пределах современных Брянской, Курской, Калужской, Смоленской, Тверской и Белгородской областей. Известны как «кувицы» (укр. кувиці) на Украине (в Черниговской области).
На кугиклах традиционно играют женщины в ансамбле из 3—4 исполнительниц: одна-две исполняют наигрыш и одновременно с ним издают голосом звуки, похожие на звук трубочек, остальные участницы подыгрывают этой мелодии (придувают) в синкопированном ритме. Играют так: подносят верхние концы трубочек ко рту и двигая ими (или головой) из стороны в сторону, дуют на края срезов, извлекая короткие, но быстро чередующиеся звуки.
У русских время игры и запрет на неё определяется земледельческим календарём; непременно играли в период сенокоса.

## Конструкция
Кугиклы представляют собой набор из 2—5 трубок различной длины примерно одного диаметра (самая большая может достигать 16—18 см). Трубки изготавливают из зрелых сухих стеблей куги (болотного камыша; курская традиция), либо из любых других зонтичных растений с полым стеблем. На Украине трубки изготавливали из бузины, калины или лещины. Верхние открытые концы расположены на одном уровне, нижний закрыт узлом ствола. Трубки инструмента не скрепляют между собой, что позволяет их менять в зависимости от требуемого строя. Комплект из пяти дудочек в руках одного исполнителя называется «парой». Каждая трубочка кугикл имеет своё название (начиная с самой длинной): гудень, подгудка, третяка (или средняя), четвертака, мизютка. Названия могут быть различными, в зависимости от места использования кугикл.